# Степан Держко
Степан Держко (прізвище у підпіллі Кащенко; 1912, Сокаль, Польща — 1943, Юзовка, УРСР) — український громадський і політичний діяч, керівник Маріупольського проводу ОУН.

## Біографія
Держко Степан народився 1912 року в місті Сокаль Львівського воєводства, що в Польщі. У молодому віці почав брати участь в українському національному русі в Польщі. Закінчивши гімназію, вступив у Лігу українських націоналістів молоді. У 1933—1934 роках проходив навчання у Львівській політехніці. Входив у керівництво Стрийського студентського земляцтва.

### Друга Світова війна
Восени 1939 року у зв'язку з радянським вторгненням у Польщу виїхав до Кракова.
У червні 1941 року в складі південної похідної групи ОУН (б) вирушив на схід України. Якийсь час був заступником керівника Запорізького проводу ОУН, вів підпільну роботу в Дніпропетровську, Новомосковську, Кам'янському. У Кам'янському створив мережу підпільних гуртків у школах, на заводах, а також у міському театрі та у міській адміністрації, але у червні 1942 року гестапо напало на його слід, і йому довелося тікати. Перебравшись до Маріуполя, став керівником Маріупольського проводу ОУН. Сформував підпільну організацію, яка вела агітацію проти гітлерівського та сталінського режимів, у тому числі на найбільших підприємствах міста Азовсталь та Маріупольський металургійний комбінат імені Ілліча. У липні 1942 року взяв участь в організації міського відділення товариства «Просвіта».
У серпні 1942 року заарештований гестапо та вивезений до Юзівки, помер від побоїв у тюремній лікарні, нікого не видавши та продемонструвавши героїчну витримку.
Євген Стахів, український підпільник на Донбасі, назвав Держка «твердим, як граніт».